# Тимківський Георгій Федорович
Георгій (Юрій, Єгор) Федорович Тимківський (23 квітня 1790, село Єгорська Тимківщина Золотоніського повіту Полтавської губернії — 9 лютого 1875, Петербург) — український дворянин, синолог і мандрівник. Російський дипломат і письменник.

## Біографія
Походив з українського дворянського роду. Правнук козацького старшини Василя Тимченка, козака Переяславського полку (1740) і син Федора Назаровича Тимківського (1739—1790), полкового осавула, переяславського поштмайстра. Георгій Федорович навчався Переяславі, а згодом в Київській духовні академії.
У 1811 закінчив Московський університет. У 1813—1820 секретар ради Головного управління шляхів сполучення в Петербурзі. У 1820—1821 супроводжував до Пекіну Російську духовну місію. У 1821—1830 начальник відділення Азіатського департаменту МЗС, в 1830—1836 консул в Яссах. З 1845 по 1875 (в 1836—1845 у відставці) був керуючим Санкт-Петербурзьким головним архівом міністерства іноземних справ і членом ради цього міністерства.
У тритомному творі «Подорож до Китаю через Монголію в 1820 і 1821 роках» Георгій Федорович описав побут, господарство, звичаї та релігію монголів, повідомив великі відомості про Китайців і їх столицю. Праця Тимківського перекладена англійською, французькою та німецькою мовами. Зберігає цінність як джерело з історії монголів.
«Спогади» Тимківського надруковані в «Київській старовині», 1894, т. 44 і 45, з передмовою Н. В. Шугурова, що дає біографічні відомості про автора.

## Автор праць
- «Подорож до Китаю через Монголію в 1820 і 1821 роках» (ч. 1—3, 1824)[5]